# Concert for Diana
Concert for Diana (рус. Концерт для Дианы) — концерт памяти, организованный в честь Дианы, принцессы Уэльской. Он состоялся на новом стадионе Уэмбли (который был сдан в эксплуатацию 9 марта 2007 года) в Лондоне, 1 июля 2007 года. В этот день принцессе исполнилось бы 46 лет. Кроме того, в 2007 году также прошла памятная дата, посвященная 10-летию со дня её смерти (31 августа). Мероприятие было организовано сыновьями Дианы, принцем Уильямом и принцем Гарри, которые помогли организовать выступления многих всемирно известных певцов и артистов.
Концерт транслировался в 140 различных странах мира, с потенциальной аудиторией, насчитывающей 500 миллионов человек. В декабре 2006 года 22 500 билетов поступили в продажу, все они были распроданы всего за 17 минут, в общей сложности на стадион Уэмбли пришли 63 000 человек, чтобы увидеть шоу и почтить память Дианы. В конце шоу было показано смонтированное видео с кадрами маленькой Дианы, оно транслировалось под аккомпанемент песни Queen «These Are the Days of Our Lives».
Концерт начался в 16:00 (по британскому летнему времени) и завершился примерно в 22:15 — во время концерта были две короткие паузы.
2х-дисковое издание, содержащее полную версию концерта, было выпущено на DVD 5 ноября 2007 года. Издание концерта на Blu-ray, включающее полную версию шоу и документальный фильм, поступило в продажу в ноябре 2008 года.

## Исполнители и объявляющие

### Список исполнителей(в порядке выступления)

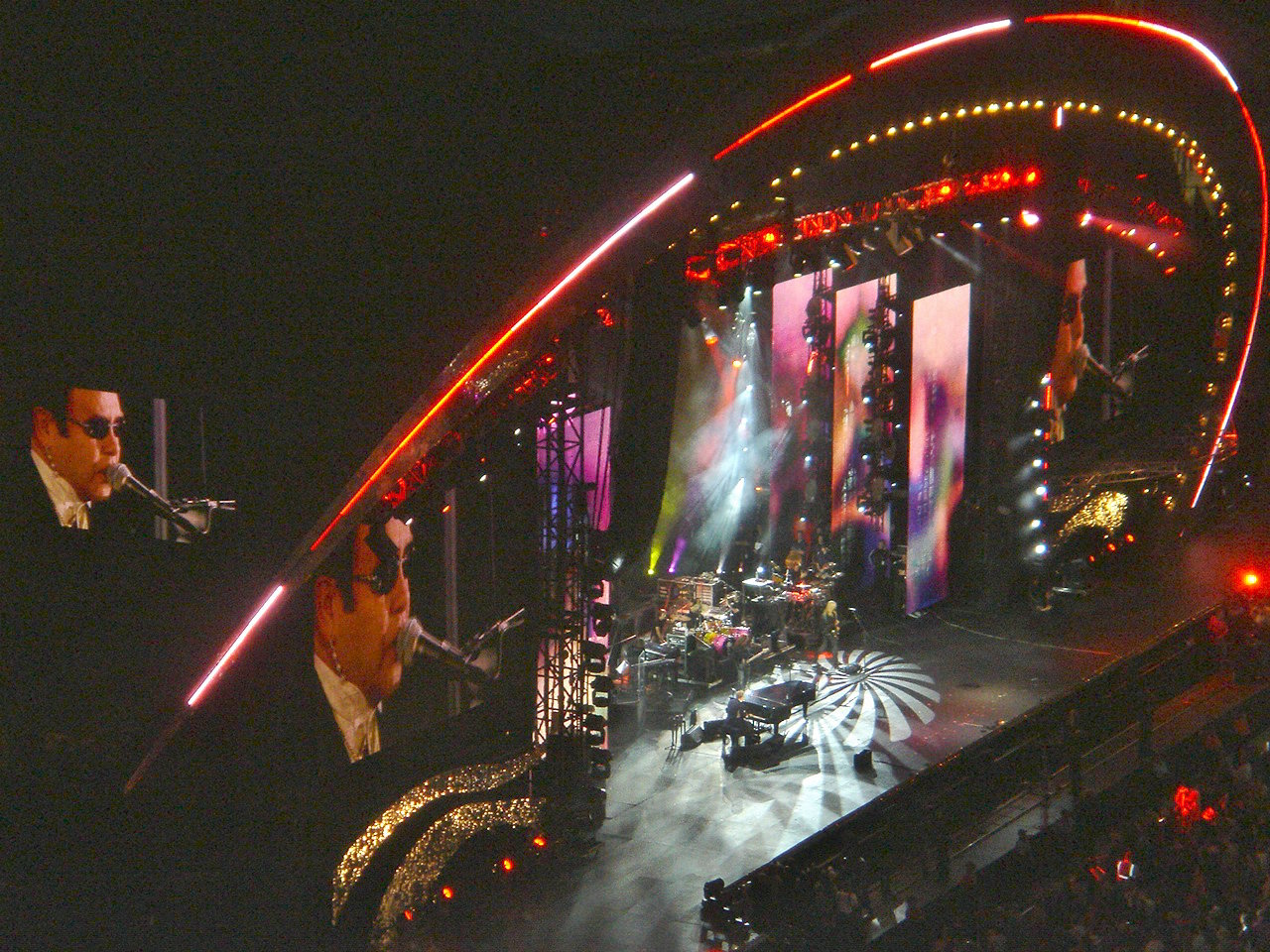
Второе выступление Элтона Джона

1. Сэр Элтон Джон (первое выступление) — «Your Song»
2. Duran Duran — «(Reach Up for the) Sunrise», «Wild Boys» и «Rio»
3. Джеймс Моррисон — «You Give Me Something» и «Wonderful World»
4. Лили Аллен — «LDN» и «Smile»
5. Fergie — «Glamorous» и «Big Girls Don’t Cry»
6. The Feeling — «Fill My Little World» и «Love It When You Call»
7. Фаррелл Уильямс — «Drop It Like It’s Hot» и «She Wants To Move (Remix)»
8. Нелли Фуртадо — «Say It Right», «I'm Like a Bird» и «Maneater»
9. English National Ballet — «Лебединое озеро» (четвёртый акт)
10. Status Quo — «Rockin' All Over the World»
11. Джосс Стоун — «You Had Me» и «Under Pressure»
12. Роджер Ходжсон — Supertramp Medley («Dreamer», «The Logical Song» и «Breakfast in America») и «Give a Little Bit»
13. Orson — «Happiness» и «No Tomorrow»
14. Сэр Том Джонс и Джо Перри — «Kiss», «I Bet You Look Good on the Dancefloor» и «Ain’t That A Lot of Love?» (вместе с Джосс Стоун)
15. Уилл Янг — «Switch It On»
16. Наташа Бедингфилд — «Unwritten»
17. Брайан Ферри — «Slave to Love», «Make You Feel My Love» и «Let's Stick Together (расширенная версия)»
18. Анастейша — «Superstar» из мюзикла Иисус Христос — суперзвезда
19. Connie Fisher и Андреа Росс — «Memory» из мюзикла Кошки
20. Андреа Бочелли — «The Music of the Night» из мюзикла Призрак Оперы
21. Джош Гробан и Сара Брайтман — «All I Ask of You» из мюзикла Призрак Оперы
22. Donny Osmond, Джейсон Донован и Lee Mead совместно с Chicken Shed Theatre Company — «Any Dream Will Do» из мюзикла Иосиф и его удивительный, разноцветный плащ снов
23. Род Стюарт — «Maggie May», «Baby Jane» и «Sailing»
24. Канье Уэст — «Gold Digger», «Touch the Sky», «Stronger», «Diamonds from Sierra Leone» и «Jesus Walks»
25. P. Diddy — «I’ll Be Missing You»
26. Take That — «Shine», «Patience» и «Back for Good»
27. Рики Джервейс — «Freelove Freeway» (вместе с Mackenzie Crook), «Chubby Little Loser» (sung unplanned due to Ricky having to unexpectedly fill time)
28. Сэр Элтон Джон (второе выступление) — «Saturday Night's Alright For Fighting», «Tiny Dancer», «Are You Ready For Love»

### Список объявляющих(в порядке выхода на сцену)
1. Принц Уильям и Принц Гарри
2. Сиенна Миллер и Деннис Хоппер
3. Кифер Сазерленд
4. Райан Сикрест, Саймон Ковелл и Рэнди Джексон
5. Наташа Каплински
6. Деннис Хоппер
7. Фирн Коттон
8. Джиллиан Андерсон
9. Борис Беккер и Джон Макинрой
10. Кэт Дили
11. Пэтси Кенсит
12. Джейми Оливер
13. Дэвид Бекхем
14. Бен Стиллер (обращение транслировалось на экране)
15. Принц Уильям и Принц Гарри
16. Рики Джервейс
17. Нельсон Мандела (обращение транслировалось на экране)
18. Билл Клинтон (обращение транслировалось на экране)
19. Тони Блэр (обращение транслировалось на экране)